# Koňský rybník (přírodní památka)
Koňský rybník je přírodní památka na území Ostrova v okrese Karlovy Vary. Nachází se na katastrálním území Dolní Žďár u Ostrova. Chráněné území s rozlohou 2,1409 hektarů bylo vyhlášeno 28. prosince 2018. Celé území přírodní památky se překrývá s evropsky významnou lokalitou Borecké rybníky, vyhlášenou 15. dubna 2015 na ploše 4,2023 ha. Hlavním předmětem ochrany je populace čolka velkého a jeho biotopu, blatnice skvrnité a rozmnožovacího biotopu skokana ostronosého.

## Přírodní poměry
Chráněné území se nachází v okrsku Ostrovská pánev, geomorfologického celku Sokolovská pánev, severně od okraje intravilánu města Ostrov.
Horninové podloží tvoří nivní nezpevněné sedimenty, převážně jíly, písky a štěrky pleistocenního stáří.
Z celkové výměry 2,14 ha přírodní památky Koňský rybník tvoří její vodní plocha 0,54 ha, což je přibližně jedna čtvrtina. V případě Koňského rybníka se jedná o rybník s druhově bohatým litorálem. Na většině ze soustavy Boreckých rybníků probíhá rybářské obhospodařování.

### Flóra a fauna
Flóru reprezentuje pestrá mozaika vodních, mokřadních a lučních společenstev. Za nejcennější jsou považovány plochy vegetací obnaženého dna rybníka a vegetace mělkých stojatých vod. Tyto biotopy jsou zásadní i pro existenci a rozmnožování obojživelníků. Při inventarizačním průzkumu v roce 2011 bylo nalezeno pět druhů, vedených v Černém a červeném seznamu cévnatých rostlin. V kategorii silně ohrožených byly zjištěny na obnaženém břehu až stovky rostlin vrbiny kytkokvěté (Lysimachia thyrsiflora) a v ochranném pásmu menší porost hruštičky okrouhlolisté (Pyrola rotundifolia). V kategorii ohrožených byl nalezeno několik rostlin pérovníku pštrosího (Matteucia struthiopteris).
Z obojživelníků bylo zaznamenáno až tisíc jedinců čolka velkého (Triturus cristatus), jeden hlasový projev blatnice skvrnité (Pelobates fuscus) a asi deset exemplářů skokana ostronosého (Rana arvalis). Hojná je zde ropucha obecná (Bufo bufo). Z plazů je na lokalitě poměrně hojná užovka obojková (Natrix natrix).

## Přístup
Chráněné území je volně přístupné, vede k němu turisticky značené žlutá trasa z Ostrova do Dolního Žďáru. Okolo Koňského rybníka prochází dvě naučné stezky, naučná stezka Borecké rybníky a naučná stezka Po starých cestách okolo Ostrova. Kromě toho vede po hrázi rybníka cyklostezka Malé Rondo. Vzhledem ke snadné dostupnosti, napojení na turistické stezky a cyklostezky, je rybniční soustava Boreckých rybníků, mezi kterými vedou cestičky, hodně navštěvovaná pěšími turisty i cykloturisty především z Ostrova.